# Ginástica artística nos Jogos Asiáticos de 2006 - Masculino
A participação da ginástica artística masculina nos Jogos Asiáticos contou com todos os oito eventos da modalidade.

## Resultados

### Individual geral
| Posição | Ginasta                   | Solo   | Cavalo com alças | Argolas | Salto sobre a mesa | Barras paralelas | Barra fixa | Total  |
| ------- | ------------------------- | ------ | ---------------- | ------- | ------------------ | ---------------- | ---------- | ------ |
|         | CHN Yang Wei              | 15,050 | 15,600           | 16,550  | 16,600             | 16,300           | 15,400     | 95,500 |
|         | JPN Hisashi Mizutori      | 15,300 | 15,100           | 15,400  | 16,250             | 15,600           | 15,750     | 93,400 |
|         | JPN Hiroyuki Tomita       | 15,200 | 15,500           | 16,000  | 15,450             | 15,500           | 15,600     | 93,250 |
| 4       | CHN Chen Yibing           | 15,150 | 15,000           | 16,500  | 16,300             | 15,300           | 14,800     | 93,050 |
| 5       | KOR Kim Seung Il          | 15,150 | 15,000           | 14,700  | 15,850             | 14,750           | 15,400     | 90,850 |
| 6       | UZB Anton Fokin           | 14,700 | 14,100           | 15,450  | 15,700             | 16,000           | 14,600     | 90,550 |
| 7       | PRK Jo Jong Chol          | 14,300 | 15,700           | 15,150  | 15,800             | 14,950           | 14,200     | 90,100 |
| 8       | KOR Kim Soo Myun          | 14,650 | 14,850           | 14,300  | 15,750             | 14,750           | 15,000     | 89,300 |
| 9       | SYR Fadi Bahlawan         | 14,850 | 13,750           | 14,900  | 15,650             | 14,050           | 13,900     | 87,100 |
| 10      | KAZ Sado Batsiyev         | 13,850 | 14,200           | 14,250  | 15,600             | 14,500           | 14,000     | 86,400 |
| 11      | MAS Ng Shu Mun            | 14,300 | 13,250           | 13,450  | 15,700             | 14,000           | 13,900     | 84,600 |
| 12      | IRI Seyedhamidreza Babaei | 13,600 | 13,300           | 14,800  | 14,800             | 13,600           | 13,300     | 83,400 |
| 13      | IRI Hadi Khenarinezhad    | 14,450 | 13,900           | 14,000  | 12,450             | 13,550           | 13,600     | 81,950 |
| 14      | THA Rartchawat Kaewpanya  | 12,950 | 12,850           | 13,650  | 13,450             | 14,550           | 14,200     | 81,650 |
| 15      | UZB Ravshanbek Osimov     | 13,250 | 13,700           | 12,750  | 13,850             | 14,300           | 13,700     | 81,550 |
| 16      | SYR Amer Attar            | 13,250 | 12,800           | 11,650  | 15,350             | 12,800           | 14,000     | 79,850 |
| 17      | SRI M. Prasad Ekanayara   | 13,500 | 11,050           | 12,600  | 15,100             | 13,750           | 13,000     | 79,050 |
| 18      | IND Ashish Kumar          | 13,850 | 14,100           | 12,700  | 13,250             | 13,800           | 11,250     | 78,950 |
| 19      | IND Deepaish Sahu         | 13,250 | 12,650           | 12,300  | 13,550             | 12,800           | 13,100     | 77,650 |
| 20      | TPE Huang Yi Hsueh        | 12,700 | 11,650           | 12,700  | 14,150             | 13,350           | 12,050     | 76,600 |
| 21      | QAT Nasser Hamad          | 13,950 | 12,150           | 11,400  | 13,800             | 12,250           | 12,150     | 75,700 |
| 22      | TPE Huang Che Kuei        | 10,900 | 14,750           | 11,250  | 14,900             | 11,250           | 11,400     | 74,450 |
| 23      | PRK Ri Chol Jin           | -      | 14,450           | 14,550  | 15,400             | -                | -          | 44,400 |

| Posição | Ginasta              | Pontos |
| ------- | -------------------- | ------ |
|         | CHN Zou Kai          | 16,000 |
|         | CHN Liang Fuliang    | 15,800 |
|         | KOR Kim Soo Myun     | 15,600 |
| 4       | PRK Ri Se Gwang      | 15,550 |
| 5       | KOR Kim Seung Il     | 15,200 |
| 5       | PRK Jo Jong Chol     | 15,200 |
| 7       | JPN Shun Kuwahara    | 15,175 |
| 8       | KAZ Stepan Gorbachev | 14,400 |

| Posição | Ginasta             | Pontos |
| ------- | ------------------- | ------ |
|         | JPN Hiroyuki Tomita | 15,375 |
|         | KOR Kim Soo Myun    | 15,375 |
|         | PRK Jo Jong Chol    | 15,375 |
| 4       | TPE Huang Che Kuei  | 14,700 |
| 5       | CHN Xiao Qin        | 14,650 |
| 6       | TPE Lin Hsiang Wei  | 14,600 |
| 7       | CHN Yang Wei        | 14,525 |
| 8       | KOR Kim Ji Hoon     | 12,500 |

| Posição | Ginasta               | Pontos |
| ------- | --------------------- | ------ |
|         | CHN Chen Yibing       | 16,575 |
|         | CHN Yang Wei          | 16,575 |
|         | KAZ Timur Kurbanbayev | 16,300 |
| 4       | JPN Hiroyuki Tomita   | 16,100 |
| 5       | KOR Kim Dae Eun       | 15,800 |
| 6       | JPN Yuki Yoshimura    | 15,400 |
| 7       | KOR Yoo Won Chul      | 15,250 |
| 8       | IRI S. Babaei         | 14,900 |

| Posição | Ginasta               | Pontos |
| ------- | --------------------- | ------ |
|         | PRK Ri Se Gwang       | 16,625 |
|         | MAS Shu Wai           | 16,487 |
|         | KAZ Yernar Yerimbetov | 16,300 |
| 4       | KAZ Sain Autalipov    | 16,137 |
| 5       | VIE Nguyen Ha Thanh   | 15,950 |
| 6       | PHI Roel Ramirez      | 15,700 |
| 7       | KSA Maki Mubiareek    | 15,550 |
| 8       | TPE Huang Yi Hsueh    | 8,237  |

| Posição | Ginasta               | Pontos |
| ------- | --------------------- | ------ |
|         | CHN Yang Wei          | 16,300 |
|         | KOR Kim Dae Eun       | 16,300 |
|         | JPN Shun Kuwahara     | 16,075 |
| 4       | KOR Yoo Won Chul      | 16,000 |
| 5       | CHN Feng Jing         | 15,975 |
| 6       | JPN Hiroyuki Tomita   | 15,475 |
| 7       | KAZ Yernar Yerimbetov | 15,375 |
| 8       | UZB Anton Fokin       | 15,350 |

| Posição | Ginasta              | Pontos |
| ------- | -------------------- | ------ |
|         | JPN Hisashi Mizutori | 16,075 |
|         | CHN Zou Kai          | 15,950 |
|         | KOR Kim Ji Hoon      | 15,725 |
| 4       | CHN Yang Wei         | 15,500 |
| 5       | JPN Hiroyuki Tomita  | 15,025 |
| 5       | KOR Kim Seung Il     | 15,025 |
| 7       | PRK Ro Chol Jin      | 14,675 |
| 8       | PRK Kim Kwang Chun   | 10,875 |

### Equipes
Finais
| Posição | País            | Total   |
| ------- | --------------- | ------- |
|         | China           | 377'100 |
|         | Japão           | 373,050 |
|         | Coreia do Sul   | 371,500 |
| 4       | Coreia do Norte | 359,500 |
| 5       | Cazaquistão     | 350,600 |
| 6       | Taipé Chinesa   | 345,900 |
| 7       | Malásia         | 336,000 |
| 8       | Irão            | 329,100 |